# Новий тунель під Ельбою
53°32′27″ пн. ш. 9°55′03″ сх. д. / 53.54083° пн. ш. 9.9175° сх. д.
Новий тунель Ельби (нім. Neuer Elbtunnel) — тунель під річкою Ельба у Гамбурзі, Німеччина.
Тунель має довжину 3,1 км, є складовою автобану A7, сполучає Шлезвіг-Гольштейн (і далі прямує в бік Данії ) на півночі та Нижню Саксонію на півдні. 
Має 8 смуг у 4 галереях. 
Найновіша, четверта галерея єдина, що має узбіччя, що мінімізує затори через злам транспортних засобів.

## Історія
Тунель був побудований в 1968 — 1975 роках з трьома галереями, що містять загалом шість смуг автобану. 
Побудований тунель має пропускну здатність 65 тис. автомобілів на добу.
В 1989 році на трьох південних порталах були споруджені бетонні цистерни. 
Під час війни ці баки мали вибухнути і затопити тунель. 
Їх демонтували у 2000 році під час будівництва 4-ї галереї.
27 жовтня 2002 року було відкрито четверту галерею з двома смугами руху.